# Maria Anna van Oostenrijk (1804-1858)

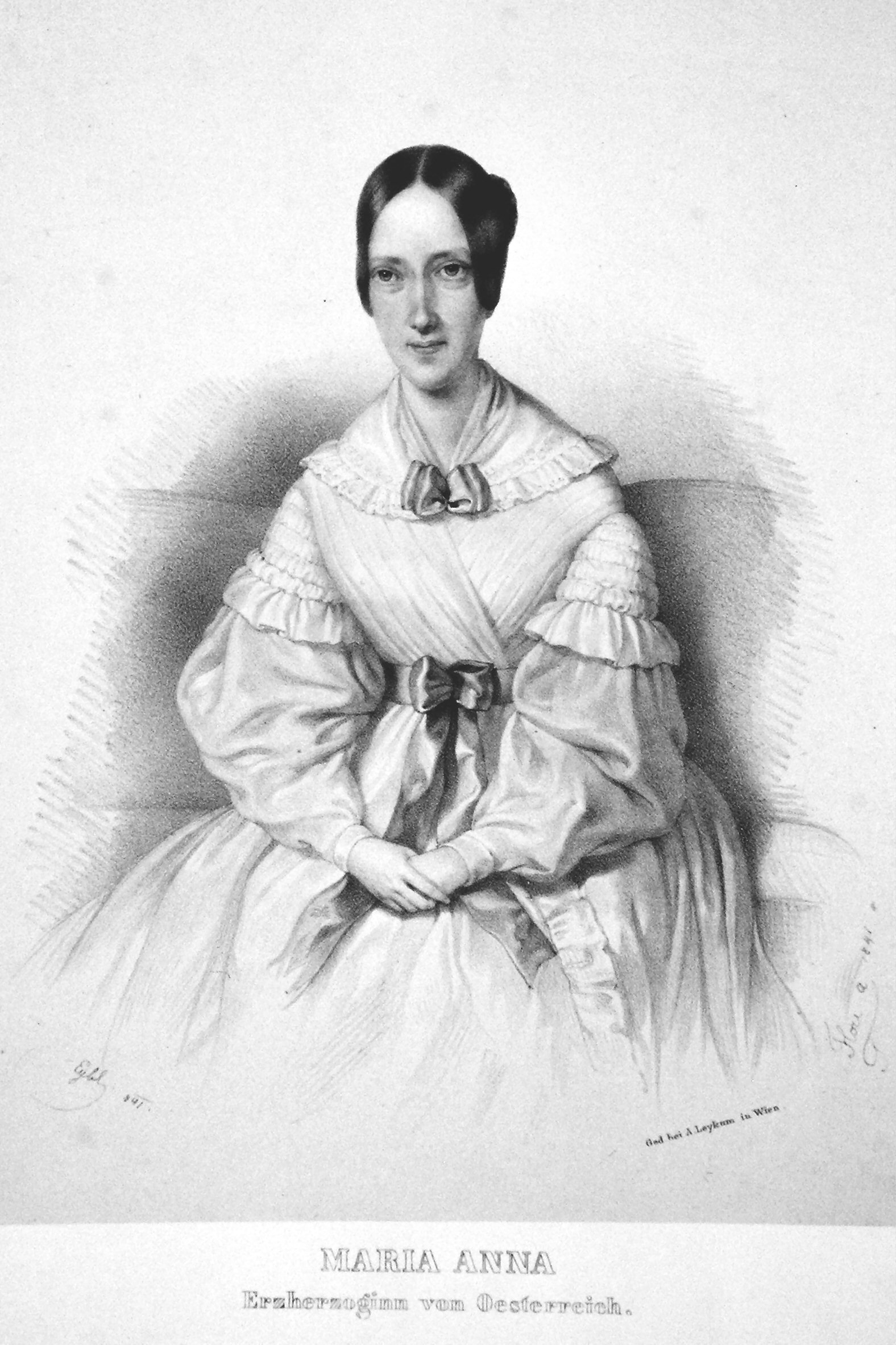
Maria Anna van Oostenrijk

Maria Anna Franziska Theresia Josepha Medarde van Oostenrijk (Hofburg, 8 juni 1804 - Baden bei Wien, 28 december 1858) was een aartshertogin van Oostenrijk. Ze was een lid van het huis Habsburg. 

## Leven
Maria Anna was de dochter van keizer Frans II van Oostenrijk en zijn tweede vrouw Maria Theresia van Bourbon-Sicilië, dochter van koning Ferdinand I der Beide Siciliën. Ze werd geboren op 8 juni 1804 op het Keizerlijk Paleis Hofburg. Als een dochter van aartshertog Frans II kreeg ze bij geboorte de titel aartshertogin van Oostenrijk (Ihre Königliche Hoheit Erzherzogin von Österreich). Maria was vanaf haar geboorte geestelijk gehandicapt, net als haar oudere broer Ferdinand I. Haar gezicht zou ook vervormd zijn geweest. Maria bracht het grootste deel van haar leven door in een appartement van het keizerlijk paleis in Wenen.
Maria overleed op 28 december 1858 in Baden bei Wien en is begraven in de Kapuzinergruft. Haar hart werd begraven in de zogenoemde Hartenkamer van de Augustijnenkerk in Wenen.